# Charles Munsch
Pour les articles homonymes, voir Munsch.
Charles Munsch est un arbitre français de football des années 1930 et 1940, qui officia de 1933 à 1942 et fut affilié à Mulhouse. Il dirigea une demi-finale du championnat d'Allemagne en 1941-1942 entre le Blau-Weiss Berlin et le First Vienna.

## Carrière
Il a officié dans une compétition majeure : 
- Coupe de France de football 1937-1938 (finale[4])